# Liste der Pfarren im Dekanat Gaspoltshofen
Das Dekanat Gaspoltshofen ist ein Dekanat der römisch-katholischen Diözese Linz.

## Pfarren mit Kirchengebäuden und Kapellen
| Pfarre                    | Seelsorgeraum | Patrozinium            | Kirchengebäude und Kapellen                                                                    | Bild                       |
| ------------------------- | ------------- | ---------------------- | ---------------------------------------------------------------------------------------------- | -------------------------- |
| Aichkirchen               | Lambach       | Hll. Petrus und Paulus | Pfarrkirche Aichkirchen                                                                        | Pfarrkirche Aichkirchen    |
| Aistersheim               | Gaspoltshofen | Mariä Himmelfahrt      | Pfarrkirche Aistersheim Kapelle im Schloss Aistersheim                                         | Pfarrkirche Aistersheim    |
| Altenhof am Hausruck      | Gaspoltshofen | Hl. Koloman            | Pfarrkirche Altenhof am Hausruck                                                               | Filialkirche Altenhof      |
| Bachmanning               | Lambach       | Hl. Erasmus            | Pfarrkirche Bachmanning                                                                        | Pfarrkirche Bachmanning    |
| Gaspoltshofen             | Gaspoltshofen | Hl. Laurentius         | Pfarrkirche Gaspoltshofen Filialkirche Unteraffnang, Filialkirche Höft                         | Pfarrkirche Gaspoltshofen  |
| Geboltskirchen            | Gaspoltshofen | Hl. Nikolaus           | Pfarrkirche Geboltskirchen                                                                     | Pfarrkirche Geboltskirchen |
| Haag am Hausruck          | Gaspoltshofen | Hl. Vitus              | Pfarrkirche Haag am Hausruck Filialkirche Niedernhaag                                          | Pfarrkirche Haag           |
| Lambach                   | Lambach       | Mariä Himmelfahrt      | Stiftskirche Lambach Friedhofkirche, Kalvarienbergkirche                                       | Stiftskirche Lambach       |
| Meggenhofen               | Gaspoltshofen | Hl. Martin             | Pfarrkirche Meggenhofen Filialkirche Veitsberg                                                 | Pfarrkirche Meggenhofen    |
| Neukirchen bei Lambach    | Lambach       | Hl. Stephanus          | Pfarrkirche Neukirchen bei Lambach                                                             | Pfarrkirche Neukirchen     |
| Offenhausen               | Lambach       | Hl. Stephanus          | Pfarrkirche Offenhausen                                                                        | Pfarrkirche Offenhausen    |
| Pennewang                 | Lambach       | Hl. Bartholomäus       | Pfarrkirche Pennewang Kapelle in Felling                                                       | Pfarrkirche Pennewang      |
| Stadl-Paura               | Lambach       | Hlgst. Dreifaltigkeit  | Wallfahrtskirche Stadl-Paura Kapelle im "Kloster Nazareth", Kapelle in der Guttenbrunnsiedlung | Pfarrkirche Stadl          |
| Steinerkirchen am Innbach | Gaspoltshofen | Mariä Heimsuchung      | Pfarrkirche Steinerkirchen am Innbach Marktkirche Kematen bei Wels                             | Pfarrkirche Steinerkirchen |
| Weibern                   | Gaspoltshofen | Hl. Stephanus          | Pfarrkirche Weibern                                                                            | Pfarrkirche Weibern        |

## Dekanat Gaspoltshofen
Das Dekanat umfasst 15 Pfarren.
Dechanten
- seit ? Anton Lehner-Dittenberger (1940–2020), Pfarrer in Gaspoltshofen[1]